# 플라잉 핀

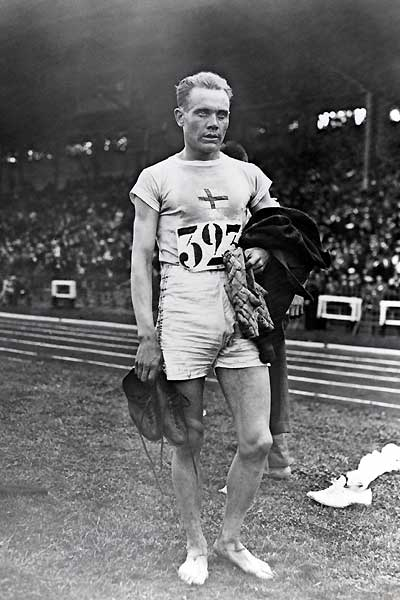
1924년 올림픽에서의 파보 누르미

플라잉 핀(Flying Finn, 핀란드어: Lentävä suomalainen, 스웨덴어: Flygande finländaren)은 빠른 속도로 유명한 여러 핀란드 운동선수에게 붙여진 별명이다. 원래 여러 핀란드 중거리 및 장거리 달리기 선수들에게 주어졌던 이 별명은 주목할 만한 핀란드 자동차 경주 선수들로 확장되었다.
또한 《플라잉 핀》은 핀란드 스포츠의 역사를 다룬 다큐멘터리의 제목이기도 하며, 핀란드에서 제작된 최초의 영어 다큐멘터리이다.

## 달리기
이 별명은 "Smiling Hannes"라고도 알려진 Hannes Kolehmainen에서 처음 사용되었다. 그는 1912년 스톡홀름 하계 올림픽에서 3개의 금메달을 획득하고 2개의 세계 신기록을 세웠다. 핀란드 주자가 장거리 달리기를 장악하기 시작하면서 이 별명은 여러 올림픽 금메달리스트인 Paavo Nurmi 와 Ville Ritola를 포함하여 이 스포츠에서 성공한 모든 핀란드인에게 전해졌다. 누르미는 1920년 벨기에 하계 올림픽에서 3개의 금메달을 획득했고, 1924년 파리 하계 올림픽에서는 5개의 금메달을 획득했으며, 그곳에서 그는 리톨라와 협력하여 4개의 금메달을 획득했다. 1932년과 1936년 하계 올림픽에서 3000m 장애물 경주 우승자인 볼마리 이소 -홀로(Volmari Iso-Hollo)는 1930년대 가장 유명한 핀란드 육상 선수 중 한 명이었으며 플라잉 핀(Flying Finn)이라는 별명도 붙었다. 1940년 미국 여행 중 5개의 세계 기록을 보유한 Taisto Mäki는 정기적으로 플라잉 핀(Flying Finn)으로 불렸다. 마지막으로 달리는 플라잉 핀(Flying Finn)은 1972년과 1976년 하계 올림픽에서 5000m와 10,000m 종목에서 우승한 라세 비렌(Lasse Virén) 이었다.

## 모터스포츠

### 집결

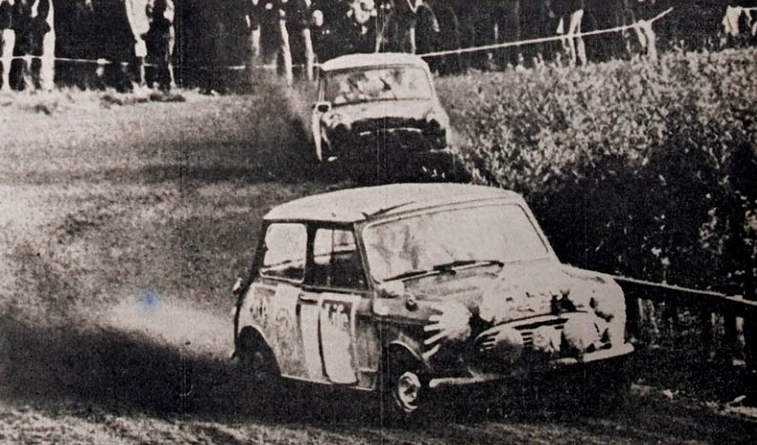
1965년 1000 Lakes Rally 의 Timo Mäkinen 과 Rauno Aaltonen

이 별명은 1960년대 핀란드 랠리 드라이버들의 노력을 설명하는 데 사용되었다. Timo Mäkinen, Rauno Aaltonen 및 Simo Lampinen 은 Flying Finn으로 알려진 최초의 드라이버 중 하나였다. 1968년에 Castrol은 "The Flying Finns"라는 영화를 개봉했다. 이 영화는 1968년 1000 Lakes Rally를 특징으로 하며 Mäkinen과 Hannu Mikkola 사이의 결투를 기록하는 데 집중했다. 그 후 이 용어는 다음 세대의 핀란드 랠리 드라이버로 옮겨갔고, 특히 4회 세계 랠리 챔피언인 Juha Kankkunen 과 Tommi Mäkinen은 종종 '플라잉 핀'으로 불렸다.

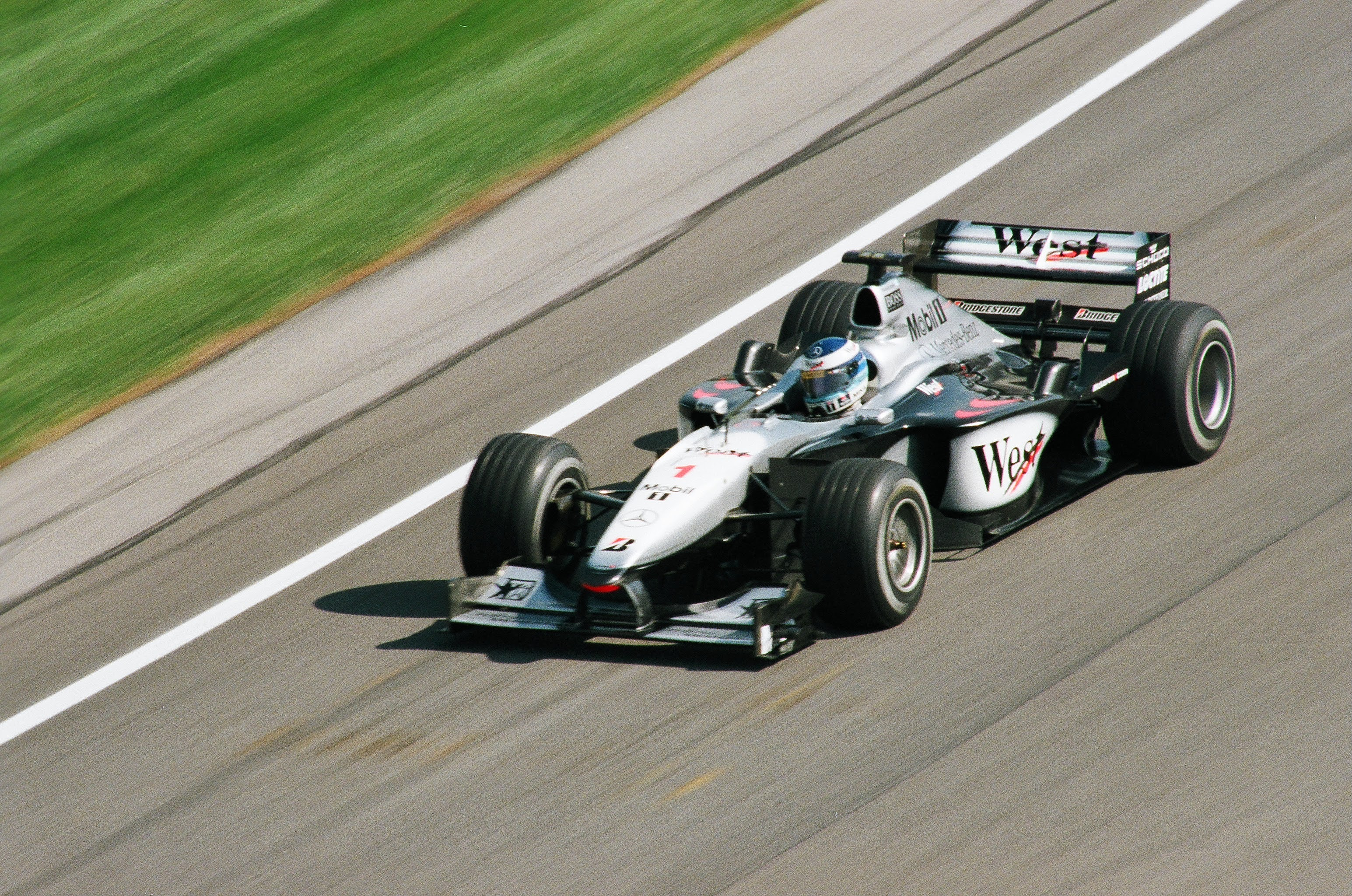
2000년 미국 그랑프리 에서의 미카 해키넨

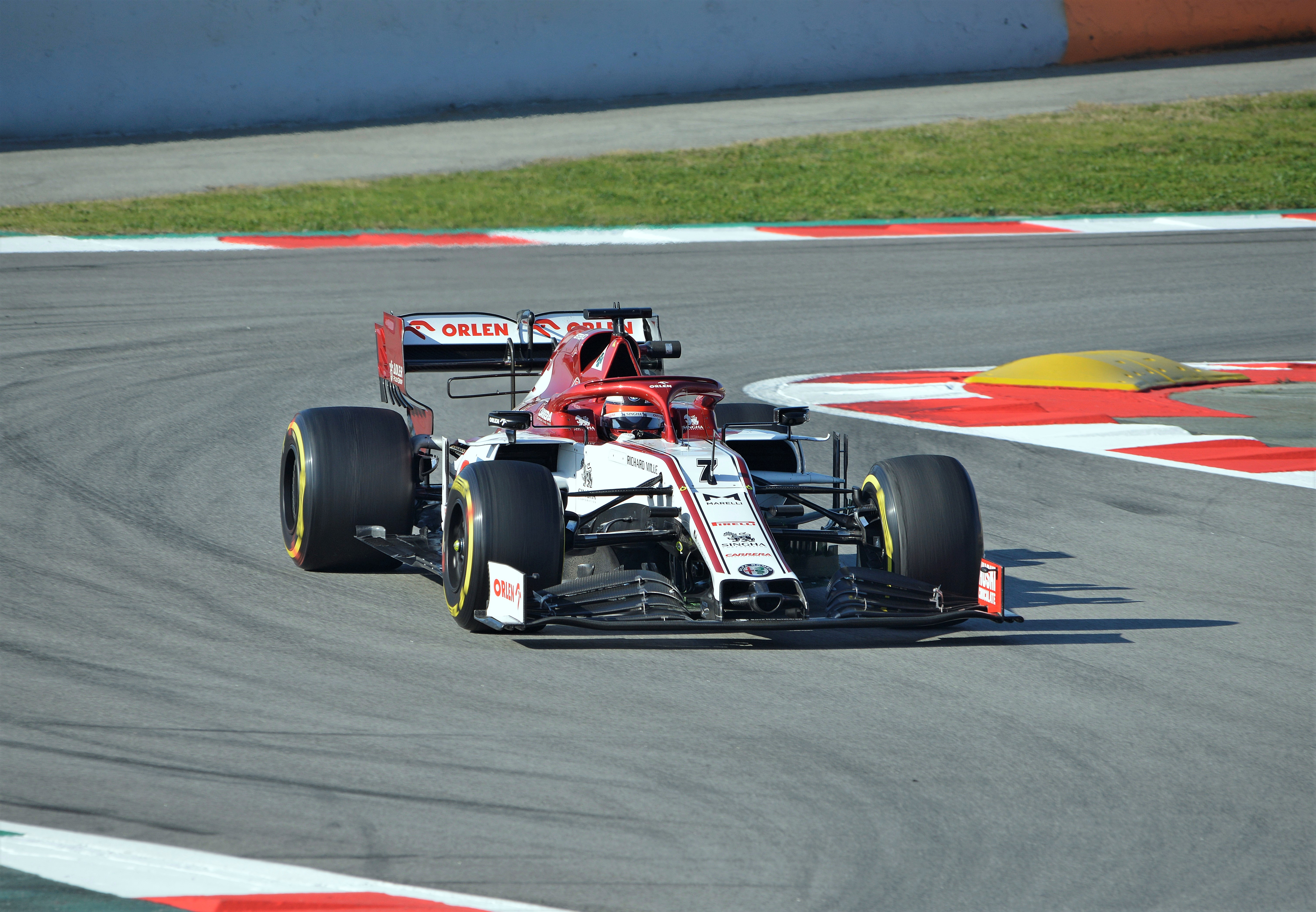
2020년 Alfa Romeo Formula One 자동차를 운전하는 Kimi Räikkönen

Formula One에서 이 별명을 지닌 최초의 드라이버는 Leo Kinnunen 이었다. Kinnunen은 1970년 Porsche의 World Sportscar Championship에서 우승했을 때 자신의 헬멧에 타이틀을 썼다. 그러나 그는 약한 Surtees에서 스포츠카 경주에서의 성공을 성공적인 F1 경력으로 바꿀 수 없었다. 1980년대에 이 이름은 Keke Rosberg에게 주어졌는데, 그는 1982년 세계 선수권 대회에서 우승하여 스포츠에서 처음으로 유명한 핀란드인이 되었다. 후기 핀란드 드라이버의 성공에 따라 Rosberg는 "원래 Flying Finn"으로 묘사되었다.
Rosberg 이후, 1998년과 1999년에 드라이버 챔피언십에서 우승한 Mika Häkkinen 을 포함하여 많은 핀란드 Formula 1 드라이버가 "Flying Finn"으로 불렸다. Mika Salo ; 2007년 드라이버 챔피언이었던 Kimi Räikkönen ; 헤이키 코발라이넨 ; 및 Valtteri Bottas .
두 바퀴를 달린 가장 유명한 플라잉 핀은 The Baron으로도 알려진 Jarno Saarinen으로, 1972년 사병으로 250cc 로드 레이싱 월드 챔피언십에서 우승했으며 350cc 클래스에서 Giacomo Agostini에 이어 2위를 차지했다. Saarinen은 250cc와 500cc 챔피언십을 모두 이끌었고 단 3년 동안 경쟁한 후 다음 해에 사망했다. 그는 오늘날에도 여전히 널리 사용되고 있는 새로운 라이딩 스타일을 개발하기 위해 오토바이 스포츠 역사책에 남아 있다. 무릎이 땅에 가까이 닿은 상태로 몸이 자전거에 매달려 있다.  1970년대 핀란드 라이더 Heikki Mikkola는 4번의 모터크로스 세계 선수권 대회에서 우승했으며 플라잉 핀(Flying Finn)으로도 알려지게 되었다. 2005년과 2006년 125cc 챔피언십에서 2위를 차지한 미카 칼리오(Mika Kallio) 도 플라잉 핀(Flying Finn)이라는 별명을 얻었다. 월드 슈퍼 모토 시리즈에서 2010년 3위, 2011년 4위를 차지한 마우노 헤르무넨(Mauno Hermunen)은 플라잉 핀(Flying Finn)이라는 별명도 얻었다.

## 축구
스코틀랜드 팀 Hibernian FC에서 뛰었던 셰프키 쿠키(Shefki Kuqi)는 팔을 뻗은 채 가슴에 착지한 채 땅바닥에 몸을 던진 이상하지만 인기 있는 골 세리머니 때문에 "플라잉 핀(Flying Finn)"이라는 별명을 얻었다.

## 플라잉 핀 목록

### 모터스포츠
- 티모 마키넨 – 랠리 드라이버
- Rauno Aaltonen – 랠리 드라이버
- Markku Alén – 월드 랠리 챔피언
- Marcus Grönholm – 2회 월드 랠리 챔피언
- Mikko Hirvonen - 랠리 드라이버
- Joonas Kylmäkorpi – 4차례 세계 장거리 트랙 챔피언
- Jari-Matti Latvala – 랠리 드라이버
- Tommi Mäkinen – 4회 월드 랠리 챔피언
- Heikki Mikkola – 4회 모터크로스 세계 챔피언
- 케케 로즈버그 – F1 월드 챔피언
- Jarno Saarinen – 모터사이클 세계 챔피언
- Teuvo Länsivuori – 오토바이 로드 레이서
- Juha Kankkunen – 4회 월드 랠리 챔피언
- JJ 레토(JJ Lehto) – 르망 2회 우승 및 F1 포디엄 완주자
- Juha Salminen – 12회 세계 엔듀로 챔피언
- 티모 살로넨 – 월드 랠리 챔피언
- Mika Salo – Le Mans GT2 2회 우승 및 F1 포디움 피니셔
- Kari Tiainen – 7회 세계 엔듀로 챔피언
- 앙리 토이보넨 – 랠리 드라이버
- Ari Vatanen – 월드 랠리 챔피언
- Sami Seliö – F1 보트 월드 챔피언
- Mika Häkkinen – 2회 F1 월드 챔피언
- Kimi Räikkönen – F1 세계 챔피언이자 WRC 드라이버
- Heikki Kovalainen – F1 레이스 우승자이자 Super GT 챔피언
- Valtteri Bottas – F1 레이스 우승자
- Kalle Rovanperä – 월드 랠리 챔피언[12]

### 동계 스포츠
- Janne Ahonen – 스키 점퍼
- 자리 쿠리 – 아이스하키 선수
- Matti Nykänen – 스키 점퍼
- Kalle Palander – 알파인 스키 선수
- Teemu Selänne - 아이스하키 선수
- Kalevi Häkkinen – 스피드 스키 선수[13]
- Kaisa Mäkäräinen – 바이애슬론 선수(월드컵 3회 우승)

### 기타 플라잉 핀(Flying Finns)
- 페르티 카르피넨(Pertti Karppinen) - 올림픽 조정 3회 챔피언
- Jarkko Nieminen – 빠른 속도로 유명한 테니스 선수
- Makwan Amirkhani – 날아다니는 무릎 공격으로 유명한 MMA 전투기
- Juho Kuosmanen – 핀란드 영화 감독이자 시나리오 작가